# Katarina Ewerlöf
Annette Elsa Katarina Ewerlöf, född 28 december 1959 i Engelbrekts församling i Stockholm, är en svensk skådespelare. Hon fick en guldbagge för sin roll i filmen Tomten är far till alla barnen.

## Biografi
Katarina Ewerlöf föddes som dotter till advokaten Gunnar Ewerlöf och Dordy Lindström (född Gustavsson, 1926-2017), som arbetade på Marimekko och senare gifte sig Ewerlöf. Hon växte upp som ensambarn på Östermalm i Stockholm och har beskrivit sin barndom som stökig och fylld av separationer och konflikter.
Ewerlöf är utbildad på Teaterhögskolan i Stockholm och har arbetat på Dramaten. Hon har under 00- och 10-talet spelat många ledande roller vid Stockholms stadsteater, till exempel Lars Noréns Natten är dagens mor och Strindbergs Påsk.
Ewerlöf arbetade under många år på teaterscenen och slog igenom för den breda publiken med en roll i TV-serien Pappas flicka från 1997–1999. Hon har sedan medverkat i flera svenska filmer, till exempel Tomten är far till alla barnen och Paradiset. För filmen Tomten är far till alla barnen fick hon en guldbagge i kategorin bästa kvinnliga huvudroll. Det är även hon som är rösten i Swedbanks telefonbank.
Ewerlöf är en av Sveriges mest anlitade uppläsare av ljudböcker och är sedan 2011 delägare till ljudboksförlaget AB Svenska Ljud Audioförlag tillsammans med Carlson Invest samt skådespelarna Johan Rabaeus och Krister Henriksson. Bolaget ger främst ut klassiska verk i ljudboksform.

### Familj
Katarina Ewerlöf har två halvbröder, Steve Hylén som är fotograf i New York och Mikael Ewerlöf som är journalist i Sverige. Hennes farföräldrar är politikerna Knut G. Ewerlöf och Elsa Ewerlöf och hennes kusin är hovrättslagmannen Göran Ewerlöf som är far till Malin Ewerlöf.

## Utmärkelser
- Medaljen Litteris et Artibus (2019) för framstående konstnärliga insatser som skådespelare.[11]

## Filmografi
- 1979 – Kristoffers hus, partygäst
- 1998 – Beck - Vita nätter, Jeanette Bolin
- 1999 – Tomten är far till alla barnen, Sara
- 2000 – Livet är en schlager, studiovärdinna
- 2003 – Paradiset, Anne Snapphane
- 2006 – Inga tårar
- 2007 – Koffein, Annika Randelius
- 2008 – Glasdjävulen, Eva Möller
- 2010 – Kommissarie Späck, psykologen
- 2011 – Hopp (röst)
- 2014 – Medicinen, Marie
- 2015 – I nöd eller lust
- 2019 – Kungen av Atlantis
- 2025 – Kärlek fårever

### Television
- 1989 – Husbonden – piraten på Sandön, Karolin
- 1993 – Utan en tråd (Tv-serie), Cilla
- 1993 – Snoken (Tv-serie), journalisten Pia Wallberg, (säsong 3, avsn. 4)
- 1996 – Nudlar och 08:or, Laila
- 1996 – Zonen, Cecilia Lagerlöf
- 1996 – Svensson, Svensson (TV-serie) (ett avsnitt)
- 1997 – Skärgårdsdoktorn, Maria Lindelius
- 1997 – Pappas flicka (TV-serie), Mona Kollberg
- 1997 - Rederiet, kosmetolog
- 1997 – Pelle Svanslös (julkalender), Mirjam
- 1998 – Riksorganet, röst
- 2001 – Återkomsten, obducent
- 2002 - Rederiet, Ulla
- 2002 – Talismanen (TV-serie), Ann-Britt Höglund
- 2003–2007 – Tusenbröder (TV-serie), polisen Sara
- 2005 – Kommissionen (TV-serie), Lena Lagerfelt
- 2008–2009 – Dansbandskampen (TV-serie), talare
- 2013 – Fjällbackamorden: Havet ger, havet tar, Anette
- 2015 – Melodifestivalen 2015, talare
- 2016 – Black widows (TV-serie)
- 2016 – Zombie (TV-serie)
- 2018 – Familjen Rysberg (TV-serie)
- 2019 – Panik i tomteverkstan (TV-serie)
- 2020 – Fullt hus (TV-serie)
- 2021 – Mer panik i tomteverkstan (TV-serie)
- 2022 – Vuxna människor (TV-serie)
- 2023 – Trolltider – legenden om bergatrollet (TV-serie)

## Teater

### Roller
| År   | Roll                             | Produktion                                                                          | Regi                        | Teater                                     |
| ---- | -------------------------------- | ----------------------------------------------------------------------------------- | --------------------------- | ------------------------------------------ |
| 1988 | Laurie                           | Jag är inte Rappaport (I'm Not Rappaport) Herb Gardner                              | Lars Amble                  | Dramaten                                   |
| 1989 | Elise                            | Den girige (L'Avare ou l'École du mensonge) Molière                                 | Wilhelm Carlsson            | Dramaten                                   |
| 1990 | Ronda Milne                      | Hemlig extas (The Secret Rapture) David Hare                                        | Lars Amble                  | Dramaten                                   |
| 2006 | Harriet                          | Jösses flickor – Återkomsten Margareta Garpe, Suzanne Osten och Malin Axelsson      | Maria Löfgren               | Stockholms stadsteater                     |
| 2007 | Eleanor Esme (som äldre)         | Rock'n'roll Tom Stoppard                                                            | Margareta Garpe             | Stockholms stadsteater                     |
| 2012 | Vojnitskaja                      | Onkel Vanja (Дядя Ваня, Djadja Vanja) Anton Tjechov                                 | Eirik Stubø                 | Stockholms stadsteater                     |
| 2012 | Marlene                          | Top Girls Caryl Churchill                                                           | Olof Hanson                 | Stockholms stadsteater                     |
| 2014 | Samhall-förståndare TV-producent | Livet är en schlager Jonas Gardell och Fredrik Kempe                                | Jonas Gardell               | Cirkus, Stockholm                          |
| 2016 |                                  | Minnesstund Alejandro Leiva Wenger                                                  | Frida Röhl                  | Kulturhuset Stadsteatern                   |
| 2016 | Voiceover                        | Närmare döden - En tvåpersonersrevy Lotta Olsson                                    | Albin Flinkas Fredrik Meyer | Kulturhuset Stadsteatern                   |
| 2016 | Medverkande                      | Maratondansen (They shoot horses, don't they?) Horace McCoy                         | Kenneth Kvarnström          | Kulturhuset Stadsteatern                   |
| 2017 | Emma                             | Dumma jävla mås (Stupid Fucking Bird) Aaron Posner                                  | Frida Röhl                  | Kulturhuset Stadsteatern                   |
| 2017 | Golde                            | Spelman på taket (Fiddler on the Roof) Jerry Bock, Sheldon Harnick och Joseph Stein | Orpha Phelan                | Malmö Opera                                |
| 2018 | Louise                           | Åtta kvinnor (8 femmes) Robert Thomas                                               | Anna Novovic                | Kulturhuset Stadsteatern                   |
| 2018 | Elisabet I av England            | Shakespeare in Love Marc Norman och Tom Stoppard                                    | Ronny Danielsson            | Kulturhuset Stadsteatern Dansens hus       |
| 2019 |                                  | Barnen (The Children) Lucy Kirkwood                                                 | Stefan Metz                 | Kulturhuset Stadsteatern Teater Giljotin   |
| 2019 | Nuckan                           | Nuckan Malin Lindroth                                                               | Frida Röhl                  | Kulturhuset Stadsteatern Årsta Folkets hus |
| 2021 | Martha                           | Vem är rädd för Virginia Woolf? (Who's Afraid of Virginia Woolf?) Edward Albee      | Rikard Lekander             | Örebro länsteater                          |
| 2022 | Marguerite Duras                 | Hiroshima - min älskade (Hiroshima mon amour) Marguerite Duras                      | Philip Zandén               | Teater Brunnsgatan Fyra                    |
| 2023 | Pia Föhn Hunsing                 | Revisorn (Ревизо́р, Revizór) Nikolaj Gogol                                           | Frida Röhl                  | Kulturhuset Stadsteatern                   |

## Ljudboksuppläsningar (urval)
- 2007 – Isprinsessan av Camilla Läckberg
- 2007 – Mig äger ingen av Åsa Linderborg
- 2009 – Mamma, pappa, barn av Carin Gerhardsen
- 2010 – I skuggan av Tingsten av Jill Tingsten Klackenberg
- 2010 – Vyssan lull av Carin Gerhardsen
- 2011 – Helgonet av Carin Gerhardsen
- 2012 – Den odödliga Henrietta Lacks av Rebecca Skloot
- 2012 - Vila i frid av Sofie Sarenbrant
- 2012 – Gideons ring av Carin Gerhardsen
- 2013 – Hennes iskalla ögon av Carin Gerhardsen
- 2014 - Den man älskar av Mari Jungstedt
- 2016 – Prästens lilla flicka av Susan Casserfelt
- 2016 - Sov du lilla videung av Cilla Börjlind & Rolf Börjlind
- 2017 – Den tatuerade Cirkeln av Susan Casserfelt
- 2018 – I fel sällskap av Viveca Sten
- 2018 - Kallbrand av Cilla Börjlind & Rolf Börjlind
- 2021 - Den barmhärtige samariten  av Cilla Börjlind & Rolf Börjlind